# Changy (Saône-et-Loire)
Changy település Franciaországban, Saône-et-Loire megyében. Lakosainak száma 441 fő (2022. január 1.). Changy Champlecy, Charolles, Dyo, Lugny-lès-Charolles, Marcilly-la-Gueurce és Saint-Julien-de-Civry községekkel határos.

## Népesség
A település népességének változása:
| Lakosok száma | 449  | 458  | 471  | 467  | 465  | 466  | 468  | 454  | 441  |
|               | 2013 | 2015 | 2016 | 2017 | 2018 | 2019 | 2020 | 2021 | 2022 |